# Juvenal Rocha
Juvenal Rocha, född 3 maj 1948, är en friidrottare från Bolivia. Han deltog vid olympiska sommarspelen 1972.